# Юго-Запад (платформа)
«Юго-Запад»  — остановочный пункт, расположенный в Бресте. Находится между станциями Брест Полесский и Брест Южный.
Остановочный пункт представлен одной низкой пассажирской посадочной платформой. Расположена с западной стороны от пути. Билетная касса и прочие постройки на платформе отсутствуют. Билеты для проезда приобретаются непосредственно в электропоездах у разъездных кассиров-контролёров.
Платформа расположена в Московском районе Бреста. В 110 метрах к западу находится Варшавский рынок.

## Фото
Фотография платформы

## Расписание
На платформе имеют остановку все пригородные поезда линии Брест — Хотислав.
- Расписание электричек по остановочному пункту Юго-Запад